# Manufaktur Abzac

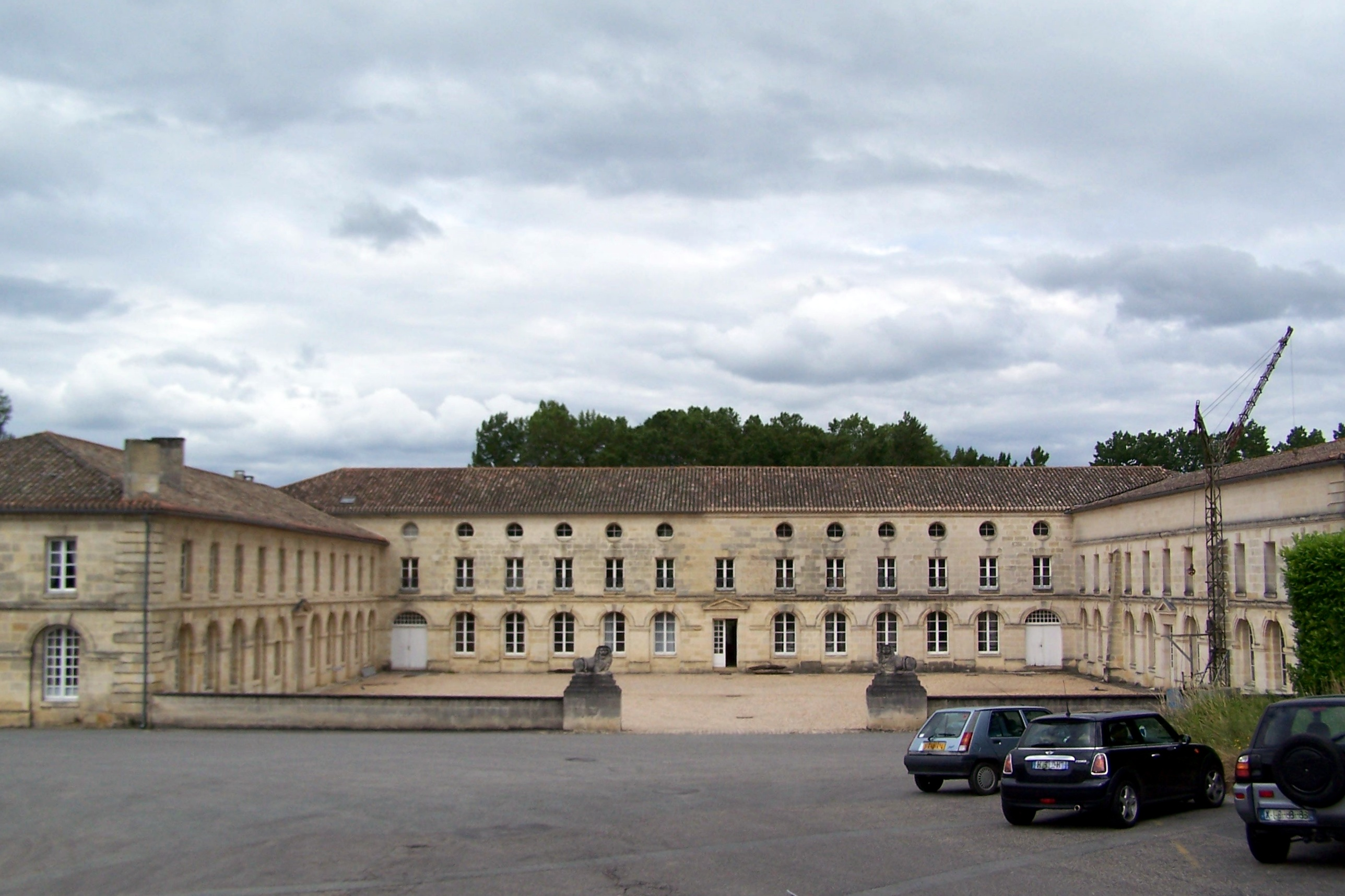
Ehemalige Manufaktur in Abzac

Die Manufaktur in Abzac, einer französischen Gemeinde im Département Gironde in der Region Nouvelle-Aquitaine, wurde im 18. Jahrhundert errichtet. Die ehemalige Manufaktur ist seit 1980 als Monument historique geschützt.
Die Manufaktur entstand aus einer Wassermühle, die schon im 16. Jahrhundert genannt wird, am Fluss Isle nördlich der Gemeinde. Das Gebäude wurde 1780 zur Dreiflügelanlage erweitert. 
Heute befindet sich der Firmensitz des 1928 gegründeten Unternehmens Abzac, eines der wichtigsten Hersteller von Papprohren, Hülsen, Wickelhülsen und Kantenschutzwinkeln, in dem Gebäude. 